# Talal Abu-Ghazaleh
 (décembre 2015).
Si vous disposez d'ouvrages ou d'articles de référence ou si vous connaissez des sites web de qualité traitant du thème abordé ici, merci de compléter l'article en donnant les références utiles à sa vérifiabilité et en les liant à la section « Notes et références ».
Talal Abu-Ghazaleh (en arabe : طلال أبو غزالة), né le 22 avril 1938 à Jaffa en Palestine, est le président et le fondateur de l’organisation internationale située en Jordanie nommée Organisation de Talal Abu-Ghazaleh (TAG-Org). Étant considéré comme le parrain de la comptabilité arabe, Abu-Ghazaleh promeut également l'importance de la propriété intellectuelle dans la région arabe.

## Biographie
Né à Jaffa en Palestine, d'un père palestinien et d'une mère syrienne,,, Abu-Ghazaleh a emménagé au village libanais de Ghazziyeh en 1948, à deux heures de la ville portuaire de Saïda. Après avoir fait ses études primaires et secondaires à Saïda, il a ensuite poursuivi l’enseignement supérieur à l'université américaine de Beyrouth (UAB) après avoir obtenu une bourse d’études.
Bien qu’il fût encore étudiant, il a travaillé comme enseignant et traducteur. Après avoir obtenu son diplôme, il a commencé à travailler dans une compagnie d'audit.
En 1969, dès qu’il a entendu un discours sur la propriété intellectuelle, à la conférence de Time-Warner à San Francisco aux États-Unis, Abu-Ghazaleh a donc décidé de lancer une carrière dans les domaines des droits de propriété intellectuelle et de la comptabilité.
En 1972, deux entreprises ont été conçues : la compagnie de Talal Abu-Ghazaleh (TAGCO) et Abu-Ghazaleh pour la Propriété Intellectuelle (AGIP) se spécialisant respectivement dans les domaines de la comptabilité et de la propriété intellectuelle. Depuis lors, Abu-Ghazaleh a fondé quatorze entreprises de services professionnels spécialisées dans différents domaines tels que la gestion, la consultation, les services juridiques, l’informatique et beaucoup d’autres.
Au fil des années, Abu-Ghazaleh a réussi à établir des partenariats étroits avec des organisations mondiales telles que l'ONU et l'OMC.
Le 4 avril 2007, le Secrétaire général de l'ONU, Ban Ki-moon a nommé Abu-Ghazaleh vice-président du Pacte mondial des Nations unies au cours de sa deuxième réunion qui a eu lieu au siège des Nations Unies à New York.
Le 24 octobre 2007, Abu-Ghazaleh a été recruté dans le Temple de la renommée de la Propriété Intellectuelle, à Chicago aux États-Unis, devenant ainsi le premier expert de l'extérieur des pays du G8 à se joindre aux plus importantes figures du monde dans le domaine de la propriété intellectuelle,.
Le 17 juin 2009, l'ONU nomme Abu-Ghazaleh Président de l'Alliance Mondiale des Nations unies pour les Technologies de l’Information et de la Télécommunications ainsi que son développement. Après avoir reçu une lettre du Sous-Secrétaire général du Département des affaires économiques et sociales (DAES) Sha Zukang des Nations unies afin de l'inviter à diriger l'Alliance, composée de représentants des secteurs de la société publique, privée et civile ainsi que des organisations internationales.
Le 25 novembre 2010, Talal Abu-Ghazaleh a été nommé membre de la Chambre haute, selon un décret du roi de Jordanie, Abdallah II.

## Distinctions honorifiques
En 1978 au Royaume de Bahreïn, Abu-Ghazaleh obtient le prix international Mercure d'or de Son Altesse Royale le prince Khalifa ben Salmane Al Khalifa, en raison de ses performances individuelles. En 2014, il est honoré par le prix de Responsabilité sociale Abu-Ghazaleh, lancement par CSR Réseau régional grâce à ses efforts pour les initiatives sociales, dans le même pays.
En 2004, il reçoit le prix Al Jazeera pour l’ensemble de ses réalisations au Qatar. En 2007 aux États-Unis, la salle de la Propriété intellectuelle de Fame Academy, lui assure une grande récompense. En 2008, les Émirats arabes unis lui décerne le prix « LifeTime Achievement International ». Il lui est aussi octroyé le prix d’honneur de la Fédération arabe pour la protection des droits de la propriété intellectuelle (AFPIPR) en 2009, en Jordanie.
Abu-Ghazaleh est gratifié par le prix de la « personnalité arabe de l’ICT » de l’année 2010 de l’Union des ICT associations arabes au Bahreïn. Il est élu l’homme de l’année en 2012 par l’Institut international de la Palestine en Jordanie. Au cours de cette même année, il est honoré par le prix de l’innovation des médias arabes de cheikh Jaber al-Moubarak al-Ahmad al-Sabah, premier ministre du Koweït. En 2014, au royaume de Bahreïn, il est honoré par le prix de Responsabilité sociale Abu Ghazaleh, lancement par CSR réseau régional grâce à ses efforts pour les initiatives sociales
- Chevalier de la Légion d'honneur[réf. nécessaire]